# SC Braga (beach soccer)
Pour la section football, voir Sporting Clube de Braga.
Maillots
La section beach soccer du Sporting Clube de Braga est créée en 2013 et remporte le Championnat du Portugal dès la première année.

## Histoire
Fondé en 2013, le SC Braga participe dès la première année au Championnat du Portugal.
Après une victoire lors du premier match contre Barroselas (8-0), il finit la première phase invaincu et commence la seconde par une victoire 6-3 sur Acuna.
Toujours sans défaite au moment d'aborder la phase finale aux côtés d'Estoril, Sótão et Nacional, Braga est sacré champion après la victoire finale sur Estoril (5-2). Le SCB réalise un parcours parfait avec 8 victoires en autant de match et 42 buts pour 12 encaissés (+30).

## Palmarès
- Championnat du Portugal : 6
  - Champion en 2013, 2014, 2015, 2017, 2018, 2019

- Coupe d'Europe :  3
  - Champion en 2017, 2018 et 2019
  - Deuxième place en 2020
  - Troisième place en 2014 et 2016

- Coupe du monde : 2
  - Champion en 2019 et 2020

## Personnalités

### Organigramme
Équipe dirigeante de la section beach soccer :
- Entraineur : Bruno Miguel Magalhães da Silva Torres
- Adjoint : Diogo Macedo Correia de Barros
- Entraineur des gardiens : José Miguel Gonçalves Dias
- Manager : José Pedro Macedo Carneiro Guimarães
- Kinésithérapeute : Filipa Jácome

### Effectif actuel
| N° | Poste | Nom                                     | Pseudonyme         | Sélection |
| -- | ----- | --------------------------------------- | ------------------ | --------- |
|    | G     | Nuno Alexandre Hidalgo Da Costa Pereira | Nuno Pereira       | Portugal  |
|    | G     | Jenílson Brito Rodrigues                | Mão                | Brésil    |
|    | D     | Diogo Catarino da Silva                 | Catarino           | Brésil    |
|    | M     | Bruno Miguel Magalhães Da Silva Torres  | Bruno Torres       | Portugal  |
|    | M     | Bruno Matias Novo                       | Bruno Novo         | Portugal  |
|    | M     | Maurício Pereira Braz de Oliveira       | Mauricinho         | Brésil    |
|    | M     | Bruno da Silva Xavier                   | Bruno Xavier       | Brésil    |
|    | A     | Jordan Alexandre Grilo Santos           | Jordan Santos      | Portugal  |
|    | A     | José Maria Figueira Veiga Da Fonseca    | José Maria Fonseca | Portugal  |
|    | A     | Leonardo Barral Martins Santos          | Leo Martins        | Portugal  |
|    | A     | Bernardo Barral Martins Santos          | Bê Martins         | Portugal  |
|    | A     | Rafael Antonio Jesus Pinto              | Bokinha            | Brésil    |